# Tuğberk Tanrıvermiş
Tuğberk Tanrıvermiş (* 3. Oktober 1989 in Istanbul) ist ein türkischer Fußballtrainer.

## Karriere
Tanrıvermiş begann seine Trainerlaufbahn als Jugendtrainer bei Galatasaray Istanbul. 2013 war er kurz in der Jugend Denizlispors tätig, ehe er 2014 zu Galatasaray 
zurückkehrte. 2016 war er als Co-Trainer von Jan Olde Riekerink kurzzeitig für die Profis von Gala tätig. Im September 2017 wurde er abermals Co-Trainer bei den Profis, diesmal von Igor Tudor.
Zur Saison 2018/19 verließ er Istanbul und wechselte in die Jugend des italienischen Erstligisten AS Rom. Zur Saison 2021/22 wurde er Trainer der U-19 des Ligakonkurrenten Spezia Calcio. Zur Saison 2022/23 kehrte er nach Rom zurück, wo er fortan die U-18 trainierte. Nach der Saison 2023/24 verließ er Rom.
Im Oktober 2024 wurde Tanrıvermiş Trainer des österreichischen Zweitligisten SKN St. Pölten und übernahm damit erstmals ein Team im Erwachsenenfußball. Nachdem er das Team als Zwölfter übernommen hatte, beendete die Mannschaft die Spielzeit noch als Vierter. Nach der Saison 2024/25 verließ er den SKN aber nach seinem Vertragsende wieder.
Zur Saison 2025/26 übernahm Tanrıvermiş anschließend den slowenischen Vizemeister NK Maribor.